# Blake Hood
Blake Hood es un actor estadounidense conocido por haber interpretado a Mark Driscoll en la serie 90210 y a Kyle Abbott en la serie The Young and the Restless.

## Carrera
En 2012 participó como invitado en la serie The Vampire Diaries, donde interpretó a Dean, un hombre lobo al que Klaus Mikaelson (Joseph Morgan) convierte en híbrido y es asesinado por el cazador de vampiros Connor Jordan (Todd Williams).
Entre el 27 de abril de 2012 y el 1 de abril de 2013, interpretó a Kyle Abbott en la serie The Young and the Restless.

## Filmografía

### Series de televisión
| Año         | Título                        | Personaje        | Notas                                |
| ----------- | ----------------------------- | ---------------- | ------------------------------------ |
| 2016        | Forever 31                    | Nick             | episodio "Friend Plants" - miniserie |
| 2014        | NCIS                          | Bennett Jermaine | episodio "Semper Fortis"             |
| 2014        | Selfie                        | Miller           | episodio "Pilot"                     |
| 2013        | Revolution                    | Jeff             | episodio "Born in the U.S.A."        |
| 2012 - 2013 | The Young and the Restless    | Kyle Abbott      | 57 episodios                         |
| 2012        | The Vampire Diaries           | Dean             | episodio "The Killer"                |
| 2012        | 2 Broke Girls                 | Dr. Shecter      | episodio "And the Broken Hearts"     |
| 2009 - 2010 | 90210                         | Mark Driscoll    | 8 episodios                          |
| 2010        | Cold Case                     | Cole Austen      | episodio "Almost Paradise"           |
| 2009        | Ghost Whisperer               | Novio            | episodio "Body of Water"             |
| 2008        | Do Not Disturb                | Austin           | episodio "Dosing"                    |
| 2007        | Desperate Housewives          | Boomer           | episodio "Smiles of a Summer Night"  |
| 2007        | Studio 60 on the Sunset Strip | Actor de Scott   | episodio "4 A.M. Miracle"            |
| 2007        | 'Til Death                    | Brian            | episodio "The Colleague"             |

### Películas
| Año  | Título | Personaje            |
| ---- | ------ | -------------------- |
| 2010 | Easy A | Kennedy Peters-Booth |